# Трећа египатска династија
Трећа египатска династија била је прва династија Старог египатског краљевства. Оснивач династије је фараон Џосер. Обе листе краљева (Торински канон и Абидоски попис краљева) наводе пет фараона Треће династије. Престоница египатске државе за време Треће династије била је у Мемфису.

## Оснивање династије
Оснивач Треће египатске дианстије је краљ Џосер. Он је успео поново успоставити јединствену државу сламајући побуне које су избиле у Делти и Либији. Према сведочанствима историчара Манетона, Либијци су се уплашили увећаног месечевог диска и напустили бојно поље. Сматрајући то за лош знак, пристали су да се без борбе покоре Египћанима. Краљ је ратовао и на Синају заузимајући богате бакарне руднике. Земље јужно од Елефантине поклонио је храму Хнума у Елефантини. Нубија је била покорена, али опасност од упада Нубијаца није била отклоњена. Стога је Џосер подигао велики одбрамбени зид од Асуана до Филе. 

## Џосерова гробница
Своју гробницу Џосер је подигао дубећи стену у близини Абидоса и споља је оградивши циглама. Такав тип гробница био је уобичајан за египатске краљеве и називао се мастаба. Међутим, у Делти је Џосер подигао до тада неуобичајену гробницу. Она се налазила у Сакари, недалеко од Мемфиса. Чиниле су је шест мастаба од камена наслаганих једна на другу (горње су бивале све мање). Гробница је названа "степенаста пирамида". Прва је грађевина своје врсте. Била је висока око 60 метара. Саградио ју је велики египатски архитекта Имхотеп.

## Џосерови наследници
Џосер је владао државом деветнаест година. Наследио га је фараон Секемхет. За Џосера и Секемхета неки научници сматрају да је то иста особа. Владао је седам година. Следећи фараон био је Небка. Владао је девет година. Претпоследњи фараон Треће династије био је Каба. Овај фараон познат је по пирамиди коју је саградио на десној обали Нила. Последњи владар Треће династије звао се Хуни. Владао је двадесет и четири година.Постоји сумња да је Хуни на престо дошао врло стар. Након његове смрти династија се угасила. Наследила ју је Четврта египатска династија. 